# إيزابيل فاوست
إيزابيل فاوست (بالألمانية: Isabelle Faust) (و. 1972  م) هي عازفة كمان ألمانية، ولدت في إسلينغن آم نيكار، تستخدم آلات كمان.

## روابط خارجية
- إيزابيل فاوست على موقع مونزينجر (الألمانية)
- إيزابيل فاوست على موقع ميوزك برينز (الإنجليزية)
- إيزابيل فاوست على موقع أول ميوزيك (الإنجليزية)
- إيزابيل فاوست على موقع ديسكوغز (الإنجليزية)